# WVZA
Koordinaten: 37° 45′ 15″ N, 89° 19′ 14″ W
WVZA oder WVZA-FM (Branding: „105,1 VZA“; Slogan: „Real Music Variety“) ist ein US-amerikanischer Hörfunksender mit einem Contemporary Hit Radio-Sendeformat aus Murphysboro im US-Bundesstaat Illinois. WVZA sendet auf der UKW-Frequenz 105,1 MHz. Eigentümer und Betreiber ist die Withers Broadcasting of Southern Illinois, LLC.

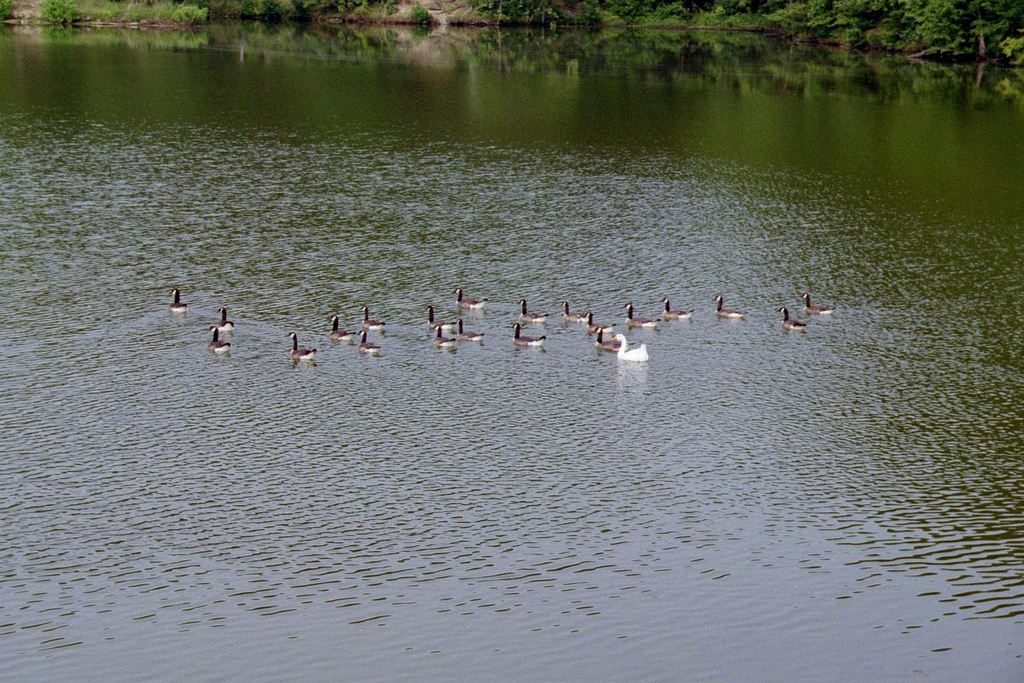
Lake Murphysboro